# Ammophilomima flava
Ammophilomima flava är en tvåvingeart som beskrevs av Martin 1974. Ammophilomima flava ingår i släktet Ammophilomima och familjen rovflugor.
Artens utbredningsområde är Thailand. Inga underarter finns listade i Catalogue of Life.